# 경공업성체육단
경공업성체육단 (輕工業省體育團)은 조선민주주의인민공화국의 종합스포츠클럽으로 소속 축구단이 특히 유명하다. 조선민주주의인민공화국의 경공업성에서 운영한다.

## 선수 명단

### 현역
- 김광혁(2013 ~ )
- 리광혁(2006 ~ )
- 리영철(2015 ~ )